# إيمي ستيل
إيمي ستيل (بالإنجليزية: Amy Steel)‏ هي عارضة وممثلة أمريكية، ولدت في 3 مايو 1960 في الولايات المتحدة.

## أعمال

### أفلام
- (1981) يوم الجمعة الثالث عشر الجزء الثاني[4][5]
- (1982) يوم الجمعة الثالث عشر الجزء الثالث

### مسلسلات
- تحسين المنزل
- جاغ

## وصلات خارجية
- إيمي ستيل على موقع IMDb (الإنجليزية)
- إيمي ستيل على موقع ألو سيني (الفرنسية)
- إيمي ستيل على موقع أول موفي (الإنجليزية)
- إيمي ستيل على موقع قاعدة بيانات الأفلام السويدية (السويدية)
- إيمي ستيل على موقع قاعدة بيانات الفيلم (الإنجليزية)
- إيمي ستيل على موقع كينوبويسك (الروسية)